# Jakub Wawrzyniak
Jakub Wawrzyniak (Kutno, 1983. július 7. –) lengyel labdarúgó, a FK Amkar Perm játékosa. Posztját tekintve bal- és középhátvéd. Pályafutása alatt időnként középpályásként is szerephez jutott.